# Raúl Rivero
Raúl Rivero   (Morón, 23 de novembre de 1945 - Miami, 6 de novembre de 2021) va ser un poeta i periodista cubà, conegut per la seva agència de notícies Cuba Press, la seva detenció durant la Primavera Negra cubana el 2003 i la seva condemna per activitats subversives per part dels tribunals cubans.

## Biografia

### Inicis
Raúl Rivero va néixer a Morón, província de Camagüey, l'any 1945. Va estudiar periodisme a la Universitat de l'Havana i va començar a escriure articles i poemes. Tant és així que el 1967 va rebre el Premi David per la seva col·lecció de poemes Papel de hombre i en 1969 el premi Julián del Casal de Poesia sobre la tierra, tots dos atorgats per la UNEAC (Unión Nacional de Escritores y Artistas de Cuba), l'òrgan suprem encarregat de vetllar per la vida cultural cubana.
Així entra " Cuba Internacional", Revista de l'agència oficial cubana Prensa Latina, on treballa al servei internacional. Després va ser nomenat corresponsal a Moscou de 1973 a 1976. De tornada a Cuba, va començar a treballar a la UNEAC com a secretari de relacions públiques. Va comptar llavors amb el suport del poeta Nicolás Guillén, president de l'organització.

### Trencament amb el règim castrista
Va trencar amb el règim a finals dels anys vuitanta i va mostrar una llibertat crítica. L'any 1992, amb tres periodistes més, Yndamiro Restano, Néstor Baguer i Rafael Solano, va fundar el Club de Premsa Cubana, a continuació, el setembre de 1995, la petita agència independent, Cuba Press.
L'any 1997, va rebre el premi internacional Reporters Sense Fronteres pel seu treball com a director de l'agència independent i la seva actitud a favor de la llibertat de premsa. Malgrat els riscos, continua escrivint en aquest apartament del Centre Habana.
El 20 de març de 2003, durant la Primavera Negra de Cuba, va ser detingut i després, el 7 d'abril, condemnat a 20 anys de presó per haver dut a terme activitats subversives destinades a soscavar la integritat territorial de Cuba. Es posa en marxa una campanya internacional per alertar sobre el seu cas i aconseguir el seu alliberament. Segons el periodista Maxime Vivas, Amnistia Internacional i altres actors d'aquesta campanya estan transmetent informació falsa sobre la seva situació, al·legant, per exemple, que el detingut estaria sotmès a unes condicions de presó molt dures i que hauria perdut molt de pes.
El novembre de 2004, va sortir de la presó, i va explicar que només havia patit el cant d'un grill de nit. Va poder marxar de Cuba l'any 2005 i es va traslladar a Madrid on va començar a treballar al diari El Mundo.

## Obres
- Papel de hombre (1969), OCLC 492888501
- Punto de partida (1970), OCLC 2902311
- Poesía sobre la tierra (1973), OCLC 1052757
- Corazón que ofrecer
- Cierta poesía
- Poesía pública
- Escribo de memoria
- Firmado en La Habana (ISBN 2-7071-2842-2)
- Orden de registro
- Souvenirs.

També és l'autor de el llibre de reportatge La nieve vencida i la col·lecció de poemes inèdits Puente de guitarra i nombrosos articles de premsa...